# Žamenci
Žamenci este o localitate din comuna Dornava, Slovenia, cu o populație de 73 de locuitori.